# Life in Hell
Life in Hell (в превод Живот в Ада), по-късно преименуван на Life is Swell (Животът е хубав) през 2007 година е седмичен комикс от Мат Грьонинг. Комиксът включва антропоморфни зайци и двойка хомосексуалисти. Грьонинг използва тези герои за да изучава широкия обхват от теми за любовта, секса, работата и смъртта. Неговите рисунки са изпълнени с изрази на отчуждение, ненавист и страх от неизбежно проклятие.